# 林超攀
林超攀（1995年8月27日—），福建泉州人，中国男子競技體操運動員。

## 战绩
1999年，正在讀幼儿园的林超攀被時任福建省泉州体育运动学校体操教练的史波萍相中，觉得他是个有天赋的孩子，体型也特别适合练体操，於是便把他帶往接受系统训练。由于表现突出，及至2002年春季，7岁的林超攀已經被招进福建省体操队。2018年8月22日进行的雅加达亚运会男子体操团体赛争夺中，以肖若腾、林超攀、邹敬园、邓书弟、孙炜组成的中国队以总成绩260.950分成功战胜日本获得冠军。2021年7月，入选2020年夏季奥林匹克运动会中国代表团。